# Литораль (провинция, Боливия)
Литора́ль (исп. Provincia de Litoral de Atacama, кечуа Litoral pruwinsya) — одна из 16 провинций боливийского департамента Оруро. Площадь составляет 2379 км². Население по данным на 2001 год — 4555 человек. Плотность населения — 1,9 чел/км². Столица — город Уачакалья.

## География
Расположена в центральной части департамента. Территория провинции протянулась на 65 км с севера на юг и на 50 км с запада на восток. Граничит с провинциями: Сахама (на севере), Атауальпа (на западе и юго-западе), Карангас (на северо-востоке) и Суд-Карангас (на юго-востоке).

## Население
Наиболее распространённые языки населения — испанский и аймара; часть населения говорит также на языке кечуа. Католики составляют 77,6 %; протестанты — 16,3 %. Около 78 % населения заняты в сельском хозяйстве (на 2001 год). По данным переписи 1992 года население провинции составляло 2 087 человек.

## Административное деление
В административном отношении делится на 5 муниципалитетов:
- Уачакалья
- Эскара
- Крус-де-Мачакамарка
- Йунгуйо-дель-Литораль
- Эсмеральда